# Darris Love
Darris Love (Los Angeles, 26 aprile 1980) è un attore statunitense noto principalmente per il suo ruolo di Raymond "Ray" Alvarado nella serie della Nickelodeon Il mondo segreto di Alex Mack.
Da quando la serie si è conclusa nel 1998, Darris è apparso in serie come Buffy l'ammazzavampiri, E.R. - Medici in prima linea e Senza traccia.
Ha inoltre preso parte al video musicale della canzone di Janet Jackson Someone to Call My Lover.
Ha inoltre recitato in Gang Tapes (2001), Sucker Free City (2004), e Janky Promoters (2009)

## Doppiatori italiani
Nelle versioni in italiano delle opere in cui ha recitato, Darris Love è stato doppiato da:
- Simone Crisari ne Il mondo segreto di Alex Mack
- Paolo Vivio in The District
- Federico Di Pofi in The Shield
- Vittorio Guerrieri in Senza traccia
- Alessandro Ballico in CSI - Scena del crimine (ep. 7x13)
- Roberto Certomà in CSI - Scena del crimine (ep. 8x02)